# 1979

## Събития
- Учредена е годишната награда „Прицкер“ за изключителни постижения в архитектурното творчество. Първи носител на приза е Филип Джонсън.
- Създадена е популярната шведска хардрок група Юръп.
- Създадена е британската рок група Мерилиън.

### Януари
- 1 януари – Генералният секретар на ООН Курт Валдхайм обявява началото на Международната година на детето.[1]
- 1 януари – Съединените щати и Китайската народна република установяват пълни дипломатически отношения.
- 7 януари – Камбоджанско-виетнамска война: Народната армия на Виетнам и подкрепяните от Виетнам камбоджански бунтовници обявяват падането на Пном Пен и краха на режима на Пол Пот. Пол Пот и Червените кхмери се оттеглят на запад към район покрай тайландската граница, слагайки край на мащабни битки.
- 8 януари – Френският танкер Бетелгейзе експлодира на терминала на Гълф ойл в Бантри, Ирландия; 50 души са убити.
- 9 януари – Провежда се концертът „Музика за УНИЦЕФ“ за събиране на средства за УНИЦЕФ и за популяризиране на Годината на детето. Излъчва се на следващия ден в Съединените щати и по света. Домакин е Би Джийс, а други изпълнители, който се включват са Дона Съмър, АББА, Род Стюарт и др. По-късно е издаден албум със саундтраци.
- 15 януари – Състои се премиерата на българския игрален филм Роялът.
- 16 януари – Шах Мохамед Реза Пахлави бяга от Иран със семейството си, премествайки се в Египет.
- 19 януари – Бившият главен прокурор на САЩ Джон Н. Мичъл е освободен условно, след 19 месеца във федерален затвор в Алабама.
- 25 януари – Папа Йоан Павел II пристига в Мексико Сити за първото си посещение в Мексико.
- 29 януари – Бренда Ан Спенсър открива огън в училище в Сан Диего, Калифорния, убива двама преподаватели и ранява осем ученици и полицай. Нейното оправдание за действията й, „Не обичам понеделниците“, вдъхновява ирландската група Бумтаун ратс да направят песен със същото име.

### Февруари
- 1 февруари – Аятолах Рухолах Хомейни се завръща в Техеран, Иран, след близо 15 години изгнание.
- 1 февруари – Бившият басист на Секс Пистълс Сид Вишъс е освободен под гаранция, след като е бил подложен на 55-дневна програма за принудителна детоксикация в затвора на остров Райкърс. Той получава свръхдоза хероин и умира около полунощ
- 5 февруари – Състои се премиерата на българския игрален филм Мигове в кибритена кутийка.
- 7 февруари – Нацисткият престъпник Йозеф Менгеле получава инсулт и се удавя, докато плува в Бертиога, Бразилия. Останките му са открити през 1985 г.
- 12 февруари – Премиерът Хисен Хабре започва битката при Нджамена в опит да свали президента на Чад Феликс Малум Нгакуту.
- 14 февруари – В Кабул мюсюлмански екстремисти отвличат американският посланик в Афганистан, Адолф Дъбс, който е убит по време на престрелка между неговите похитители и полицията.[2]
- 15 февруари – Предполагаема газова експлозия във варшавска банка убива 49 души.
- 17 февруари – Китайската народна република нахлува в Северен Виетнам, започвайки китайско-виетнамската война.
- 18 февруари – В пустинята Сахара вали сняг за 30 минути.[3]
- 18 февруари – Правителството на Хомейни в Иран прекъсва дипломатическите отношения с Израел.
- 22 февруари – Сейнт Лусия обявява независимост от Обединеното кралство.
- 27 февруари – Съветският петролен танкер Антонио Грамши претърпява незначително корабокрушение в плитки води, малко след като напуска брега във Вентспилс, което води до 5000 тона нефтен разлив, най-големият случвал се някога в Балтийско море .[4]

### Март
- 5 март – Състои се премиерата на българския игрален филм Бумеранг.
- 8 март – Филипс демонстрира публично компактдиска за първи път.
- 13 март – Самолетът при полет 387 на „Алия Ройал Джордейниън“ се разбива при опит за кацане в Доха, Катар и убива 45 души от общо 64 пътници и екипаж на борда.
- 23 март – Състои се премиерата на българския игрален филм Ленко.
- 26 март – На церемония в Белия дом президентът на Египет Ануар Садат и премиерът Менахем Бегин на Израел подписват мирен договор между Египет и Израел.
- 28 март – Най-сериозната авария в атомната електроцентрала в Америка се случва на остров Три Майл Айлънд, Пенсилвания.
- 28 март – Ейри Нийв, говорител на Консервативната партия в Северна Ирландия, е убит от бомба-капан за бомбардировка на Ирландската национална освободителна армия (INLA), прикрепена към колата му в Камарата на общините, Лондон.

### Април
- 1 април – Въведено е лятно часово време в България
- 9 април – Състои се Петдесет и първата церемония по връчване на филмовите награди „Оскар“.

### Май
- 25 май – Самолетът при полет 191 на „Американ Еърлайнс“ катастрофира по време на излитане от летището в Чикаго, загиват 271 пътници на борда и двама души на земята.

### Юли
- 9 юли – Състои се премиерата на българския игрален филм От нищо нещо.

### Август
- 2 август – Състои се премиерата на българския игрален филм Като белязани атоми.
- 3 август – Състои се премиерата на българския игрален филм Къщата.
- 16 август – В София се провежда първата детска международна асамблея Знаме на мира.

### Септември
- 1 септември – Пионер 11 става първият космически апарат посетил Сатурн, когато преминава покрай планетата на разстояние от 21 000 км.

### Октомври
- 25 октомври – Баската автономна област получава автономен статус.
- 27 октомври – Сейнт Винсент и Гренадини получава независимост.
- 31 октомври – Самолетът при полет 2605 на „Уестърн Еърлайнс“ се разбива в строителна машина при кацане на грешна писта в Мексико и убива 73 души.

### Ноември
- 4 ноември – 66 американци са задържани като заложници от Мюсюлмански студенти по време на Кризата с американските заложници в Иран.
- 28 ноември – Самолетът при полет 901 на „Еър Ню Зеланд“, DC-10 за разглеждане на забележителности над Антарктика, се разбива в планината Еребус и убива всички 257 души на борда.

### Декември
- 10 декември – Състои се премиерата на българския игрален филм Всичко е любов.
- 25 декември – Започва Войната в Афганистан.

## Родени
- Александър Крайнов, български волейболист
- Бат Венци, български рап певец
- Дмитрий Лукашенко, беларуски политик
- Хай Контраст, британски диджей
- 2 януари – Асен Гайдарджиев, български футболист
- 3 януари – Любен Иванов, български адвокат и политик
- 15 януари – Мартин Петров, български футболист
- 16 януари – Алия, американска певица († 2001 г.)
- 20 януари – Роб Бъртън, американски музикант
- 25 януари – Калин Артакиев, български футболист
- 27 януари
  - Стратия, български поп певец
  - Розамунд Пайк, английска актриса
- 31 януари – Златан Златанов, български юрист и политик
- 1 февруари – Александър Галкин, руски шахматист
- 4 февруари – Джорджо Пантано, италиански пилот от Формула 1
- 7 февруари – Асен Букарев, български футболист
- 13 февруари – Мена Сувари, американска актриса
- 16 февруари – Валентино Роси, италиански моторен състезател
- 17 февруари – Сонгюл Йоден, турска актриса
- 21 февруари
  - Дженифър Лав Хюит, американска актриса
  - Паскал Шимбонда, френски футболист
- 7 март – Деси Слава, българска попфолк певица
- 8 март – Джесика Джеймс, американска порнографска актриса
- 10 март – Иван Атанасов, български писател
- 11 март – Георги Пеев, български футболист
- 19 март
  - Иван Любичич, хърватски тенисист
  - Чавдар Ценков, български футболист
- 21 март
  - Атанаска Коюмджиева, българска волейболистка
  - Григор Кумитски, български телевизионен и кинооператор.
- 25 март – Стойко Сакалиев, български футболист
- 30 март – Марио Метушев, български футболист
- 1 април – Костадин Костадинов, български политик
- 2 април – Аслъ Тандоган, турска актриса
- 4 април
  - Тиаго Силва, бразилско-български футболист
  - Хийт Леджър, австралийски актьор († 2008 г.)
- 5 април – Тимо Хилдебранд, германски футболен вратар
- 10 април – Рейчъл Кори, американска активистка († 2003 г.)
- 11 април – Хейли Коуп, американска плувкиня
- 13 април – Велизар Димитров, български футболист
- 15 април – Люк Евънс, уелски актьор
- 16 април – Кристиан Албертс, холандски автомобилен състезател
- 19 април – Антоанета Стефанова, българска шахматистка
- 23 април – Орлин Павлов, български поп певец и актьор
- 27 април – Владимир Карамазов, български актьор
- 4 май – Христо Янев, български футболист
- 6 май – Георги Вълов, български волейболист
- 9 май – Пиер Бувие, музикант и вокал на „Simple Plan“
- 11 май – Гюнер Ахмед, български политик и адвокат
- 15 май – Улрике Алмут Зандиг, немска писателка
- 18 май – Миливое Новакович, словенски футболист
- 19 май
  - Андреа Пирло, италиански футболист
  - Диего Форлан, уругвайски футболист
- 22 май – Тихомир Тичко, български шахматист
- 26 май – Ашли Масаро, професионален кечист и фотомодел
- 8 юни – Еди Хърн, британски промоутър
- 9 юни – Мариян Генов, български футболист
- 13 юни – Спас Гигов, български футболист
- 20 юни – Антон Александров, български писател
- 21 юни – Крис Прат, американски актьор
- 22 юни – Джей Родригес, американски телевизионен водещ
- 28 юни
  - Борислав Дичев, български футболист
  - Тим Маккорд, американски музикант
- 29 юни – Цанко Цанков, български волейболист
- 5 юли – Стилиян Петров, български футболист
- 14 юли – Юлия Манолова, българска телевизионна водеща
- 15 юли – Александер Фрай, швейцарски футболист
- 21 юли – Андрий Воронин, украински футболист
- 23 юли
  - Живко Желев, български футболист
  - Мехмет Акиф Алакурт, турски актьор и модел
  - Мишел Уилямс, американска R&B и соул певица
- 25 юли – Алистър Картър, английски професионален играч на снукър
- 8 август – Щерю Димитров, български футболист
- 10 август – Владимир Николов, български футболист
- 20 август – Милен Кунчев, български футболист
- 24 август – Елена Грозданова, българска актриса
- 31 август
  - Иван Цветков, български футболист
  - Мики Джеймс, американска кечистка
- 8 септември
  - Петер Леко, унгарски шахматист
  - Пинк, американска певица
- 18 септември – Симон Тръпчески, пианист от Република Македония
- 21 септември
  - Мартина Глагов, германска биатлонистка
  - Георги Дамянов, български футболист
  - Кристина Арнаудова, певица от Северна Македония
- 22 септември – Емили Отъм, американска певица и цигуларка
- 23 септември – Росен Каптиев, български футболист
- 26 септември – Мария Игнатова, българска телевизионна водеща и актриса
- 28 септември – Нихат Алтънкая, турски актьор и модел
- 1 октомври - Флорин Салам, румънски манеле певец
- 3 октомври
  - Евгения Алексиева, български политик
  - Карло Албан, еквадорски актьор
- 5 октомври – Атанас Борносузов, български футболист
- 10 октомври – Николас Масу, чилийски тенисист
- 15 октомври – Пол Робинсън, английски футболист, вратар
- 17 октомври – Кими Райконен, финландски автомобилен състезател
- 26 октомври – Мовсар Бараев, чеченски терорист
- 29 октомври – Деси, българска попфолк певица
- 31 октомври – Симао Саброза, португалски футболист
- 3 ноември – Пабло Аймар, аржентински футболист
- 11 ноември – Недялко Топалов, български футболист
- 13 ноември – Михаела Дановска, българска и германска художничка
- 14 ноември – Олга Куриленко, френска актриса
- 28 ноември – Камилионер, американски рапър
- 4 декември – Любомир Виденов, български футболист
- 11 декември – Маркус Кацер, австрийски футболист
- 14 декември
  - Жан-Ален Бумсонг, френски футболист
  - Майкъл Оуен, английски футболист
- 15 декември – Адам Броуди, американски актьор
- 19 декември
  - Ицо Хазарта, български рап певец
  - Паола Рей, колумбийска актриса
- 22 декември – Режи Дорн, френски футболист
- 28 декември – Джеймс Блейк, американски тенисист

## Починали
- Димитър Манолов, български футболист
- Пол-Мари Йембит, габонски политик (р. 1917 г.)
- Тодор Владимиров, български футболист (р. 1895 г.)
- Трайко Прокопиев, югославски композитор
- 4 януари – Калина Малина, българска детска писателка (р. 1898 г.)
- 22 януари – Али Хасан Саламех, палестински терорист
- 2 февруари – Сид Вишъс, баскитарист
- 7 февруари – Йозеф Менгеле, германски офицер
- 9 февруари – Денис Габор, унгаро-английски физик и нобелов лауреат по физика през 1971 г. (р. 1900 г.)
- 12 февруари – Жан Реноар, френски режисьор
- 28 февруари – Владимир Христов, български геодезист
- 15 март – Емилиян Станев, български писател (р. 1907 г.)
- 16 март – Жан Моне, френски държавник
- 20 март – Евгений Ващенко, руски художник (р. 1887 г.)
- 14 април – Хари Майен, немски драматург
- 18 април – Никола Антонов, български дипломат
- 29 май -- Мери Пикфорд, канадско-американска актриса (р. 1892 г.)
- 3 юни – Арно Шмит, германски писател (р. 1914 г.)
- 11 юни – Джон Уейн, американски актьор (р. 1907 г.)
- 15 юни – Ернст Майстер, германски писател (р. 1911 г.)
- 24 юни – Ищван Йоркен, унгарски писател (р. 1912 г.)
- 14 юли – Димитър Атанасов, български агроном (р. 1894 г.)
- 20 юли – Хърбърт Бътърфийлд, британски историк
- 2 август – Виктор Раул Ая де ла Торе, перуански политик (р. 1895 г.)
- 10 август – Валтер Герлах, германски физик
- 18 август – Иван Маринов, български военен деец
- 21 август – Иван Унджиев, български професор – историк
- 25 август – Димитър Гюдженов, български художник
- 27 август – Луис Маунтбатън, британски аристократ (р. 1900 г.)
- 15 октомври – Джейкъб Дивърс, американски генерал
- 1 ноември – Мейми Айзенхауер, първа дама на САЩ (1953 – 1961)
- 25 ноември – Христо Вакарелски, български фолклорист (р. 1896 г.)
- 29 ноември – Валтер Матиас Дигелман, швейцарски писател (р. 1927 г.)
- 1 декември – Вергил Димов, български политик
- 4 декември – Петя Дубарова, българска поетеса (р. 1962 г.)
- 7 декември – Николас Борн, германски писател (р. 1937 г.)
- 12 декември – Борис Стефанов, български ботаник (р. 1894 г.)

## Нобелови награди
- Физика – Шелдън Ли Глешоу, Абдус Салам, Стивън Уайнберг
- Химия – Хърбърт Браун, Георг Витиг
- Физиология или медицина – Алан Кормак, Годфри Хаунсфийлд
- Литература – Одисеас Елитис
- Мир – Майка Тереза
- Икономика – Теодор Шулц, Артър Люис